# 憐憫

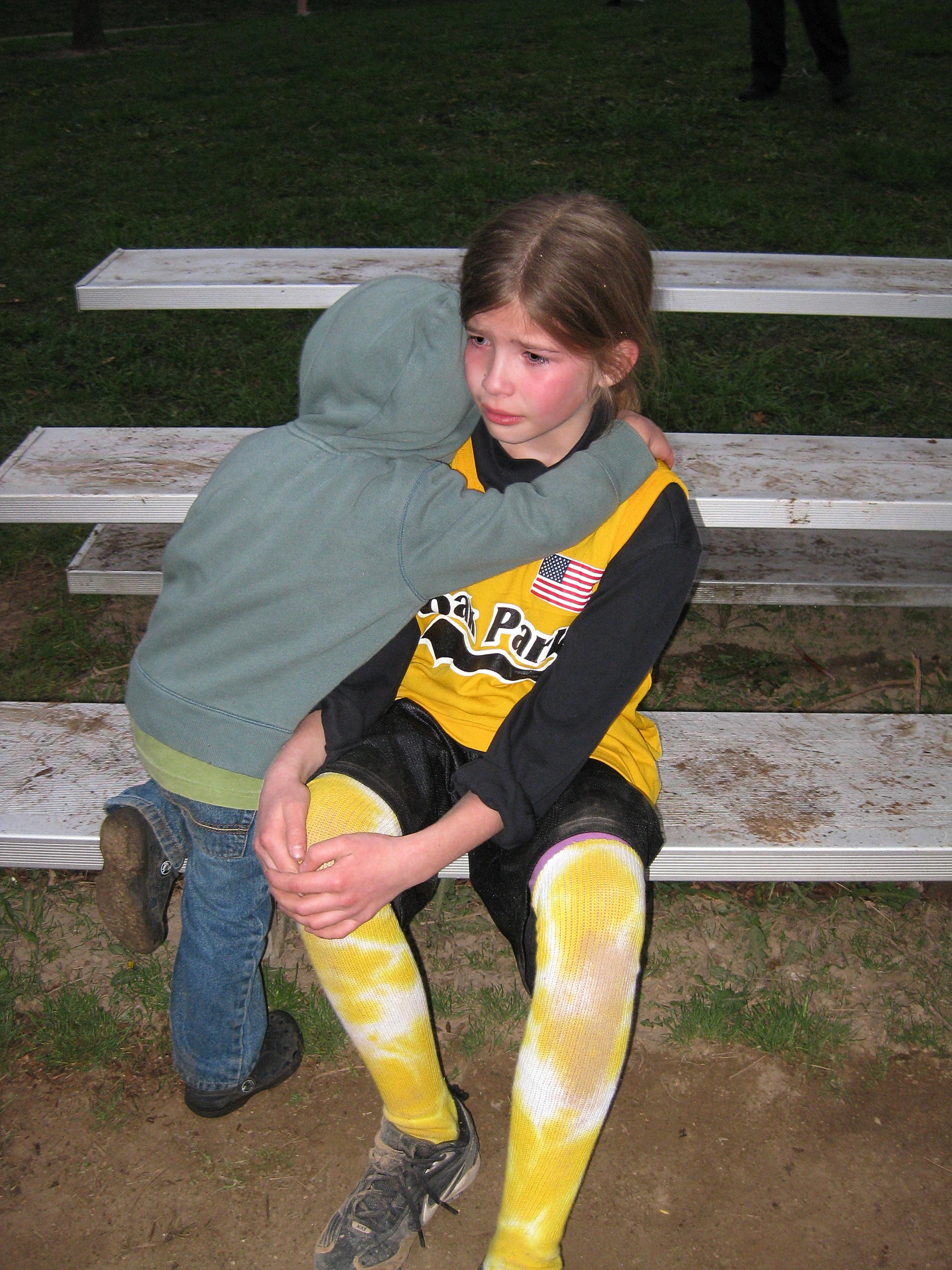
一個小孩對另一個小孩表達憐憫

憐憫（英語：Compassion）是指對於他者所受苦痛或不幸的同情、關注及幫助其之意願。是一種社會性的感受，讓人努力用一切方式減少其他人（或是自身）身體、心靈或是情緒上的痛苦。憐憫是指敏銳於其他人情緒的痛苦。當憐憫是以公平、正義以及相互依存等概念為基礎，一般認為憐憫是部份符合理性的。
“Compassion”源自拉丁語，（早期）的含義為“共同受苦”。同情心包括“對於他人處境的感覺”，是同理心的先兆，即“感受他人”的能力，可以更好地以人為中心的積極同情行為；一般而言，積極的同情心是減輕他人痛苦的願望。
憐憫包括讓人因為（他人的）痛苦而受到影響，進而減輕或避免痛苦。憐憫的行動是有益的行動。其他和憐憫相協調的美德有耐心、智慧、仁慈、毅力、溫暖及決心。憐憫常常是利他主义中的重要成份（不過也有例外）。
(mercy）憐憫和同情（sympathy）不同，同情是對其他人的受苦而悲傷，並且關注，憐憫則是因其他人的受苦而以溫暖及照顧回應。在《Clinical Psychology Review》中的一篇論文建議：「憐憫包括三個部份：注意、感受以及回應。」。